# 歐穆爾科 (加利福尼亞州)
歐穆爾科（英語：Irmulco）是位於美國加利福尼亞州門多西諾縣的一個非建制地區。該地的面積和人口皆未知。

## 地理
歐穆爾科的座標為39°25′20″N 123°31′03″W / 39.42222°N 123.51750°W，而該地的平均海拔高度為133米（即436英尺）。